# Lucien Deblois
Lucien Deblois, född 21 juni 1957, är en kanadensisk före detta professionell ishockeyspelare.
I National Hockey League har han spelat för klubbarna Winnipeg Jets, Toronto Maple Leafs, Quebec Nordiques, New York Rangers, Montreal Canadiens och Colorado Rockies.

## Extern länk
- Presentation och statistik för Lucien DeBlois som spelare  på Elite Prospects.